# Mario Uderzo
Mario Uderzo De Losa (Verona, 6 gennaio 1933) è uno scrittore, teologo e regista italiano.
Si è laureato in Filosofia presso l'Università degli Studi di Bologna e ha insegnato storia e filosofia nei licei veronesi. Il suo primo romanzo, Sul ponte volano le rondini fu pubblicato nel 1981 dalle edizioni del Cavalluccio.
Di lui si sono perse misteriosamente le tracce dal 23 novembre 2010.
Ha inoltre pubblicato: 
- Giorni ore e attimi
- L'ultima ora del Vaticano (1971)
- La liberazione di Roveda
- La filosofia di Federico Moretti Costanzi (1977) (Edizioni Aurora)
- Le dottrine principali della Caballà (1977) (Edizioni Aurora)
- Il  Cristianesimo secondo Harnack (1978) (Edizioni Aurora)
- Max Stirner (1978) (Edizioni Aurora)
- La Teologia di Maimonide (1978) (Edizioni Aurora)
- L'escatologia di Maimonide (1978) (Edizioni Aurora)
- La dottrina degli attributi nella Teologia di Maimonide (1978) (Edizioni Aurora)
- Sul ponte volano le rondini (1981) (Edizioni del Cavalluccio - Milano)
- Marlene (1991) (Fiorini Editore - Verona)
- Serse re di Persia e la regina Ester (1991) (Fiorini Editore - Verona)
- Commentario al libro Devarim (2000) (Fiorini Editore - Verona)
- La vera storia di Romeo e Giulietta (2005) (Fiorini Editore - Verona) (ISBN 88-87082-41-3)

Diplomatosi in regia cinematografica presso la Scuola del Cinema di Milano, ha prodotto e diretto:
- Un paese un sindaco – documentario
- Il Malocchio – telefilm a soggetto (diretto e interpretato)
- Verona città di Giulietta e Romeo - documentario